# راسخ (اسم)
راسخ هو اسم علم مذكر من أصل عربي، ومعناه هو الثابت في مكانه أو على رأيه أو في عمله المتمكن.

## وصلات خارجية
- موسوعة السلطان قابوس لأسماء العرب نسخة محفوظة 5 أبريل 2019 على موقع واي باك مشين.